# (21595) 1998 WJ5
(21595) 1998 WJ5 è un asteroide troiano di Giove del campo greco. Scoperto nel 1998, presenta un'orbita caratterizzata da un semiasse maggiore pari a 5,213122 UA e da un'eccentricità di 0,135273, inclinata di 25,050544° rispetto all'eclittica. Ha un diametro di 35,178 km e un'albedo di 0,082.